# Fairfield (Idaho)
Pour les articles homonymes, voir Fairfield.
La ville de Fairfield est le siège du comté de Camas, situé dans l'Idaho, aux États-Unis.

## Démographie
| 1920 | 1930 | 1940 | 1950 | 1960 | 1970 |
| ---- | ---- | ---- | ---- | ---- | ---- |
| 280  | 306  | 511  | 502  | 474  | 336  |

| 1980 | 1990 | 2000 | 2010 | - | - |
| ---- | ---- | ---- | ---- | - | - |
| 404  | 371  | 395  | 416  | - | - |

Sa population s’élevait à 416 habitants lors du recensement de 2010.

## Source
- (en) Cet article est partiellement ou en totalité issu de l’article de Wikipédia en anglais intitulé « Fairfield, Idaho » (voir la liste des auteurs).